# Vettor Grimani
Vettor Grimani (* zwischen 1495 und 1497 in Venedig; † 24. August 1558 ebenda) war Prokurator von San Marco und Mäzen.
Vettor Grimani wurde in eine der mächtigen und reichen venezianischen Familien geboren. Die Grimani gehörten zu den „Case Nuove“ des Patriziats von Venedig. Sein Großvater war der Doge Antonio Grimani. Er war verheiratet mit Elisabetta Giustinian.
1523 wurde Vettor Grimani zum Prokurator gewählt. Um 1527/28 erwarb er die Cà del Duca, einen Palast am Canal Grande, südlich von San Samuele, der um 1450 von Andrea und Marco Cornaro, dem Vater der Caterina Cornaro Königin von Zypern, in Auftrag gegeben worden, aber nicht über das Fundament und eine Ecke des Erdgeschosses hinaus gekommen war. Grimani wollte den Palast aufwändig vollenden lassen, ein Projekt, das nicht zustande kam. Es ist nur eine Entwurfszeichnung des geplanten Baus vorhanden, die Michele Sanmicheli oder Jacopo Sansovino zugeschrieben wird.
Er wurde als Gesandter der Republik 1543 und 1547 an den französischen Hof geschickt. 1553 war er Kandidat für die Dogenwahl, unterlag aber Marcantonio Trevisan.
Mit seinem Bruder Giovanni Grimani war er ein tatkräftiger Förderer von Kunst und Kultur im damaligen Venedig. Wichtige Projekte in Venedig, wie der Wiederaufbau von San Francesco della Vigna, die Errichtung der Biblioteca Marciana, die Loggetta und Kirche San Geminiano auf dem Markusplatz, die während der französischen Besetzung Venedigs abgerissen wurde, die Errichtung der Scala d'oro im Dogenpalast, alle durch Sansovino, sowie der Ausbau und die Ausstattung von Santa Maria Formosa wurden mit seiner Hilfe konzipiert und mitfinanziert.
Zusammen mit seinem Bruder ließ er den Palazzo Grimani a Santa Maria Formosa prachtvoll ausstatten, unter anderem mit Deckengemälden von Francesco Salviati.
Als Vettor Grimani 1558 starb, war er hoch verschuldet.